# Corbeanca, Ilfov
Corbeanca este satul de reședință al comunei cu același nume din județul Ilfov, Muntenia, România. Se află în partea de vest a județului. Biserica cu hramul „Buna Vestire“ datează din 1819 și este monument istoric.